# پنجاه و پنجمین مراسم جایزه گرمی
پنجاه و پنجمین مراسم جایزه گرمی در ۱۰ فوریه ۲۰۱۳ در استیپلز سنتر در لس‌آنجلس برگزار و از شبکه سی‌بی‌اس پخش شد. نامزدها در ۵ دسامبر ۲۰۱۲ اعلام شدند و ۸۱ جایزه به برندگان اهدا شد.

## اجراکنندگان
| هنرمند(ان)                                                                  | ترانه(ها)                                                                                        |
| --------------------------------------------------------------------------- | ------------------------------------------------------------------------------------------------ |
| تیلور سوئیفت                                                                | "ما هرگز به یکدیگر بازنمی‌گردیم"                                                                  |
| التون جان اد شیرن                                                           | "گروه بهترین‌ها"                                                                                  |
| فان                                                                         | "Carry On"                                                                                       |
| میراندا لمبرت دیرکس بنتلی                                                   | "Over You" Home"                                                                                 |
| میگل ویز خلیفا                                                              | "Adorn"                                                                                          |
| مامفرد اند سانز                                                             | "I Will Wait"                                                                                    |
| جاستین تیمبرلیک جی-زی                                                       | "Suit & Tie" Pusher Love Girl"                                                                   |
| مارون ۵ آلیشا کیز                                                           | "نور روز" دختری که می‌سوخت"                                                                       |
| ریانا میکی اکو                                                              | "بمان"                                                                                           |
| دکتر جان The Preservation Hall Jazz Band بلک کیز                            | "Lonely Boy"                                                                                     |
| کلی کلارکسون                                                                | تقدیم به پتی پیج و کارول کینگ "Tennessee Waltz" (You Make Me Feel Like) A Natural Woman"         |
| برونو مارس ریانا استینگ Damian Marley Ziggy Marley                          | تقدیم به باب مارلی "بیرون مانده از بهشت" Walking on the Moon" Could You Be Loved" "And Be Loved" |
| لومینرس                                                                     | "Ho Hey"                                                                                         |
| جک وایت Ruby Amanfu                                                         | "Love Interruption" Freedom at 21"                                                               |
| کری آندروود                                                                 | "Blown Away" Two Black Cadillacs"                                                                |
| استنلی کلارک چیک کوریا کنی گرت                                              | تقدیم به دیو بروبک "تیک فایو"                                                                    |
| زک براون بند آلاباما شیکس التون جان مامفرد اند سانز ماویس استپل تی بون برنت | تقدیم به لیون هلم "The Weight"                                                                   |
| خوانس                                                                       | "ترانه تو"                                                                                       |
| فرانک اوشن                                                                  | "Forrest Gump"                                                                                   |
| تراویس بارکر چاک دی ال ال کول جی تام مورلو DJ Z-Trip                        | تقدیم به آدام یاچ "Whaddup" "Welcome to the Terrordome" No Sleep till Brooklyn"                  |

## نامزدها و برندگان
نامزدها و برندگان در هر گروه به ترتیب زیر بودند:

### عمومی
ضبط سال
- "کسی که قبلاً می‌شناختم" – گوتیه به همراهی کیمبرا
- "Lonely Boy" – بلک کیز
- "قوی‌تر (چیزی که تو رو نمی‌کشه)" – کلی کلارکسون
- "ما جوانیم" – فان به همراهی جنل مونی
- "Thinkin Bout You" – فرانک اوشن
- "ما هرگز به یکدیگر بازنمی‌گردیم" – تیلور سوئیفت

بهترین آلبوم سال
- بابل – مامفرد اند سانز
- El Camino – بلک کیز
- Some Nights – فان
- Channel Orange – فرانک اوشن
- Blunderbuss – جک وایت

ترانه سال
- "ما جوانیم"
- "گروه بهترین‌ها (ترانه اد شیرن)"
- "Adorn"
- "شاید به من زنگ بزند"
- "قوی‌تر (چیزی که تو رو نمی‌کشه)"

بهترین هنرمند جدید
- فان
- آلاباما شیکس
- هانتر هیز
- لومینرس
- فرانک اوشن

### پاپ
بهترین اجرای پاپ تک‌نفره
- "باران را به آتش کشیدن" (زنده) – ادل
- "قوی‌تر (چیزی که تو رو نمی‌کشه)" – کلی کلارکسون
- "شاید به من زنگ بزند" – کارلی ری جپسن
- "کاملاً هوشیار" – کیتی پری
- "کجا بوده‌ای" – ریانا

بهترین اجرای پاپ دونفره/گروهی
- "کسی که قبلاً می‌شناختم" – گوتیه و کیمبرا
- "Shake It Out" – فلورنس اند د مشین
- "ما جوانیم" – فان و جنل مونی
- "سکسی و خودم می‌دانم" – ال‌ام‌اف‌ای‌او
- "تلفن عمومی" – مارون ۵ و ویز خلیفا

بهترین آلبوم آواز پاپ
- قوی‌تر – کلی کلارکسون
- Ceremonials – فلورنس اند د مشین
- Some Nights – فان
- نمایش بیش از حد – مارون ۵
- حقیقت در مورد عشق – پینک

## رکوردها
| بیشترین نامزدی: - شش: دن آورباک، فان، جی-زی، مامفرد اند سانز، فرانک اوشن، کانیه وست - پنج: بلک کیز، چیک کوریا، میگل - چهار: Jeff Bhasker, باب لودویگ، ناز - سه: کلی کلارکسون، دریک، کنی گرت، Chris Gehringer, گوتیه، Mark Hall, هانتر هیز، جنل مونی، Matt Redman, ریانا، Marvin Sapp, اسکریلکس، اسپرانزا اسپالدینگ، بروس اسپرینگستین، تیلور سوئیفت، تو چینز، جک وایت - دو: آندره ۳۰۰۰, آلاباما شیکس، متیو بلامی، بیگ شان، گری برتون، Casting Crowns, اریک چرچ، The Civil Wars, کلدپلی، دنجر ماوس، Andrew Dawson, Ronnie Dunn, فلورنس اند د مشین، James Fortune, Șerban Ghenea, Anthony Hamilton, کالوین هریس، Israel & New Breed , کارلی ری جپسن، ویز خلیفا، کیمبرا، گرگ کرستین، لیل وین، لومینرس، مارون ۵, Mary Mary, Pusha T, رابرت گلسپر، Luciana Souza, تامیا، The-Dream, The Time Jumpers | بیشترین جوایز: - پنج: دن آورباک - سه: بلک کیز، گوتیه، جی-زی، اسکریلکس، کانیه وست - دو: چیک کوریا، فان، کیمبرا، مامفرد اند سانز، فرانک اوشن، Matt Redman, اسپرانزا اسپالدینگ |